# Kate Braverman
Pour les articles homonymes, voir Braverman.
Kate Ellen Braverman, née le 5 février 1949 à Philadelphie en Pennsylvanie et morte le 12 octobre 2019 à Santa Fe au Nouveau-Mexique,, est une romancière, poétesse et nouvelliste américaine.

## Biographie
Kate Braverman est née le 5 février 1949 à Philadelphie (Pennsylvanie, États-Unis). Elle a passé l'essentiel de sa jeunesse à Los Angeles, à partir de 1958, dans des conditions précaires le plus souvent. Elle obtient son BA en anthropologie à Berkeley en 1971, puis son MA de littérature anglophone à l'université d'État de Sonoma. Elle est à cette époque fortement engagée dans les mouvements féministe et anti-guerre.         
Avec la publication de son premier ouvrage, Lithium for Medea, en 1979, elle devient un personnage de la scène poétique et punk de Los Angeles, où elle animait déjà notamment le Venice Poetry Workshop,. Elle a ensuite longtemps enseigné à l'UCLA Writing Program.        
Le site de critique littéraire américain Bookslut la comparait en 2006 à Kathy Acker, Rikki Ducornet, Lynne Tillman et Jeanette Winterson, pour sa capacité à affronter les plus féroces tabous de son pays et de sa société.        
Plusieurs de ses nouvelles ont été et sont régulièrement sélectionnées dans des anthologies annuelles. Elle a obtenu le prix O. Henry (décerné chaque année aux vingt meilleures nouvelles de l'année précédente) en 1990, et le prix Pushcart en 2007.        
Elle est mariée au Dr Alan Goldstein, chercheur scientifique en nano- et biotechnologies, avec qui elle s'est installée d'abord dans l'État de New York en 1995, puis à San Francisco en 2003,. Jusqu'à sa mort, elle vit à Santa Fe (Nouveau-Mexique), où elle anime régulièrement son propre atelier d'écriture, « Writing as a Criminal Act ».

## Œuvres

### Romans et récits
- Lithium for Medea, roman, Seven Stories Press, 1979.
  - En français : Lithium pour Médée, trad. Françoise Marel, Quidam éditeur, 2006[12].
- Palm Latitudes, roman, Seven Stories Press, 1988[13],[14].
- Wonders of the West, roman, Fawcett Columbine, 1993[15],[16].
- The Incarnation of Frida K, roman, Seven Stories Press, 2001[15].
- Frantic Transmissions to and from Los Angeles: An Accidental Memoir, récit, Graywolf Press, 2006[17].

### Recueils de nouvelles et de poésie
- Lullaby for Sinners, poésie, Pinnacle Books, 1981.
- Postcard from August, poésie, Illuminati, 1990.
- Squandering the Blue, nouvelles, Fawcett Columbine, 1990[18].
  - En français : Bleu éperdument, trad. Morgane Saysana, Quidam éditeur, 2015[19],[20].
- Small Craft Warnings, nouvelles, University of Nevada Press, 1998[21].